# 菲利普·弗登
菲利普·弗登（英語：Philip Verdon，1886年2月22日—1960年6月18日），英国男子赛艇运动员。他曾代表英国参加1908年夏季奥林匹克运动会赛艇比赛，获得男子双人单桨无舵手银牌。